# El Campanario, Tlacoapa
El Campanario är en ort i Mexiko.   Den ligger i kommunen Tlacoapa och delstaten Guerrero, i den sydöstra delen av landet, 250 km söder om huvudstaden Mexico City. El Campanario ligger 1 523 meter över havet och antalet invånare är 187.
Terrängen runt El Campanario är kuperad åt sydväst, men åt nordost är den bergig. Terrängen runt El Campanario sluttar söderut. Runt El Campanario är det ganska glesbefolkat, med 23 invånare per kvadratkilometer. Närmaste större samhälle är Malinaltepec, 8,1 km öster om El Campanario. I omgivningarna runt El Campanario växer i huvudsak städsegrön lövskog.